# (8504) 1990 YC
(8504) 1990 YC là một tiểu hành tinh vành đai chính. Nó được phát hiện bởi Seiji Ueda và Hiroshi Kaneda ở Kushiro, Hokkaidō, Nhật Bản, ngày 17 tháng 12 năm 1990.